# 李寧

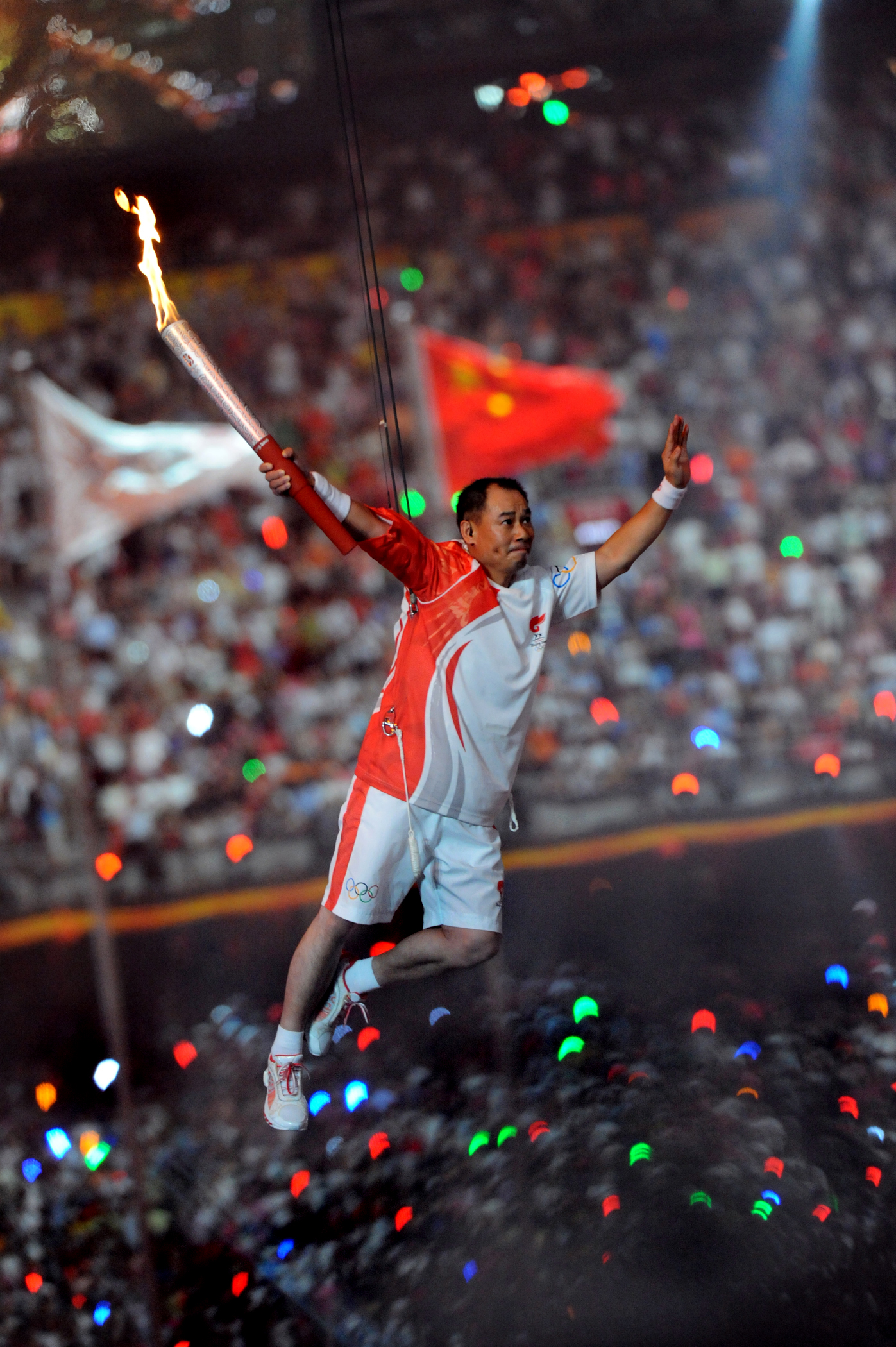
2008年北京オリンピックの開会式における李寧。

李寧（り・ねい、李宁、Li Ning、男性、1963年9月8日 - ）は、中国の元体操選手、実業家。現役時代は「体操王子」として親しまれ国民的英雄だった。その後李寧有限公司を立ち上げ、現在は会長を務める。広西チワン族自治区の柳州市出身で、中国最大の少数民族である壮族に属する。

## 主な成績
- 1983年ブダペスト世界体操選手権男子団体総合で中心選手として中国の初優勝に貢献する。
- 1984年ロサンゼルスオリンピック男子団体総合銀メダル及び個人総合銅メダル、種目別ゆか、あん馬、つり輪で金メダル、跳馬で銀メダルで最終的には金メダル3個、銀メダル2個、銅メダル1個の合計6個のメダルを獲得した。
- 1985、1987年世界体操選手権男子団体総合2位に中心選手として貢献した。
- 1988年ソウルオリンピックに出場するも男子団体総合で4位、種目別床運動でも5位に終わった。

## プロフィール
- 李寧は1980年代に躍進した中国男子体操チームで常に中心選手であり続けた。6種目でこれといった不得意種目もなく、世界体操選手権及びオリンピックでは個人総合にて優勝候補の常連ではあったが結局、李寧が優勝することはなかった。
- ソウル五輪後、現役を引退して実業家に転進し自らの名を冠した「Li Ning」ブランドを展開する李寧有限公司を立ち上げ、現在は会長職（ブランドマークは一見するとナイキに似ている[1]）。
- 2008年北京オリンピックの開会式において、李寧は五輪聖火リレーの最終ランナーとして北京国家体育場でワイヤーアクションを用いて宙に舞い1周回り、聖火台の最終点火者を務めた[1]。
- 「私はスターじゃなく、一人の商人ですよ」と話し、李寧もこれまでメディアへの露出を嫌ってきた。
- 2000年に国際体操殿堂入りした[2]。

## 参照
- 李寧有限公司